# Рудольф Гельпке
Рудольф Гельпке, також Ґельпке (нар. 24 грудня 1928 у Вальденбурзі — пом. 19 січня 1972, Люцерн) — швейцарський ісламознавець, письменник, перекладач та дослідник наркотиків.

## Біографія
Гельпке був сином інженера та піонера судноплавства Рудольфа Гельпке. Він вивчав ісламознавство, етнологію, історію релігій та філософію в Базельському, Берлінському та Цюріхському університетах і здобув ступінь доктора ісламознавства в Базелі в 1957 році.
У 1960 році він поїхав до Ірану, щоб викладати в Тегеранському університеті. Водночас працював над «Іранським мовним і фактичним атласом» та був кореспондентом Neue Zürcher Zeitung.
Проте того ж року він повернувся до Швейцарії, де продовжив викладати ісламознавство в Бернському університеті. У 1961 році здобув ступінь магістра з сучасної перської літератури.
З вересня 1962 року по травень 1963 року Гельпке був ад'юнкт-професором Каліфорнійського університету. З 1963 року він жив у Тегерані, де взяв ім'я Мостафа Есламі, а 1967 року прийняв іслам.
Перекладав перську поезію та прозу, публікував власні твори. Гельпке разом зі своїм братом Венделем Гельпке та Альбертом Гофманом також публікував праці про наркотики.
У своїй найвідомішій публікації «З подорожей у космос душі» він повідомляє про вживання ЛСД разом зі своїм другом Альбертом Гофманом та фармакологом Герібертом Концеттом. Пізніше він опублікував працю «Про сп'яніння на Сході і на Заході» (Vom Rausch im Orient und Occident), яка також стала відома в Німеччині під назвою «Наркотики та розширення душі».
Гельпке був двічі одружений (з 1954 по 1965 роки з Ліліан Роммель і з 1968 року з Парвін Енаят-Пур із Тегерану).
Помер у Швейцарії внаслідок інсульту.

## Твори
- Persisches Schatzkästlein. Geschichten des Orients, den Quellen nacherzählt und illustriert mit 8 bisher unveröffentlichten Miniaturen. Gute Schriften, Basel 1957
- Ewiges Morgenland. Nachdichtungen orientalischer Poesie und Prosa aus arabischen und persischen Originaltexten, Basel 1958
- Nizami: Die sieben Geschichten der sieben Prinzessinnen. (Übertragen aus dem Persischen und Nachwort) Manesse, Zürich 1959
- Nizami: Leila und Madschnun. (Übertragen aus dem Persischen und Nachwort) Manesse, Zürich 1963 (Neuauflage: Unionsverlag, Zürich 2001 ISBN 3-293-20212-8)
- Von Fahrten in den Weltraum der Seele: Berichte über Selbstversuche mit LSD und Psilocybin. 1962 (Pieper's Medienexperimente, Löhrbach 1999, ISBN 3-930442-34-5)
- Vom Rausch im Orient und Okzident. Klett/Cotta, Stuttgart 1966 (1982, ISBN 3-548-39033-1), unter dem Titel: Drogen und Seelenerweiterung. Kindler, München 1970, ISBN 3-463-18065-0.